# Kimball (Tennessee)
Pour les articles homonymes, voir Kimball.
Kimball est une municipalité américaine située dans le comté de Marion au Tennessee.
Selon le recensement de 2010, Kimball compte 1 395 habitants. La municipalité s'étend alors sur une superficie de 4,87 milles carrés (12,61 km2).
Kimball est nommée en l'honneur de H. I. Kimball, fondateur de la Kimball Town Company en 1880. Elle devient une municipalité en 1962.